# Командна гонка
Комáндна гóнка, комáндні перегóни — колишня біатлонна дисципліна.

## Опис формату
Кожна команда складається з чотирьох біатлоністів/біатлоністок, але на відміну від естафети всі учасники одної команди стартують одночасно (через кожну хвилину починає перегони інша збірна). Двоє учасників або учасниць мають стріляти по мішенях лежачи, інші двоє – стоячи. У разі промаху двоє біатлоністів/дві біатлоністки, які не стріляють, повинні пройти штрафне коло довжиною 150 метрів (490 футів). Спортсмени мають увійти в зону стрільби разом і також мусять фінішувати в межах 15 секунд один від одного; інакше до загального часу додається одна хвилина штрафу. З 2004 року цей формат перегонів не представлений на рівні Кубка світу.